# Philochortus
Philochortus – rodzaj jaszczurek z rodziny jaszczurkowatych (Lacertidae).

## Zasięg występowania
Rodzaj obejmuje gatunki występujące w Afryce i Azji. 

## Systematyka

### Etymologia
Philochortus: gr. φιλος philos „miłośnik”, od φιλεω phileō „kochać”; χορτος khortos „trawa”.

### Podział systematyczny
Do rodzaju należą następujące gatunki: 
- Philochortus hardeggeri
- Philochortus intermedius
- Philochortus neumanni
- Philochortus phillipsi
- Philochortus rudolfensis
- Philochortus spinalis
- Philochortus zolii